# Grube Hausberg
Die Grube Hausberg war ein Eisenbergwerk bei Sechshelden (Gemeinde Haiger) im Lahn-Dill-Kreis. Die Grube lag zwischen Sechshelden und Dillenburg in der Nähe der alten Bundesstraße 277, südlich der A45, 150 m südlich des Taubenvereins. Abgebaut wurde von ca. 1873 bis 1875 Eisenstein.
Der Stollen dürfte weniger als 100 m Länge aufgewiesen haben. Die Halde ist heute noch zu erkennen, wobei das Stollenmundloch vermutlich in der noch sichtbaren Vertiefung im Hang gelegen haben wird.